# Georg Marius Reinald Levinsen
Georg Marius Reinald Levinsen (født 23. januar 1850 i Hørsholm, død 9. august 1914) var en dansk zoolog.

## Liv og gerning
Han er søn af forligskommissær Jens Levinsen og Amanda f. Brockdorff og blev født i Hørsholm den 23. januar 1850. Efter at have gået i sin fødebys Realskole til sit 16. år begyndte han at læse til Examen artium i Kjøbenhavn, men ved hans faders død i 1866 blev undervisningen afbrudt, indtil han det følgende år ved slægtninges hjælp blev optaget i Randers lærde Skole, hvorfra han dimitteredes som student i 1869. I slutningen af 1874 tog han magisterkonferens i naturhistorie med zoologi som hovedfag og rejste det følgende år med understøttelse af det Thottske Legat til Grønland, hvor han opholdt sig til efteraaret 1877. Efter at han i nogle Aar havde været assistent ved Zoologisk Museum, blev han 1885 ansat som inspektor ved dettes 2. Afdeling.
Ligeledes i 1885 giftede han sig med Caroline Ulrikke Bonnesen, datter af værftsdirektør Bonnesen i Malmø.

## Forskning
Af hans videnskabelige arbejder, der for størstedelen er publicerede i Naturhistorisk Forenings "Videnskabelige Meddelelser", må nævnes: "Bidrag til Kundskab om Grønlands Turbellariefavna" fra 1879, "Bidrag til Kundskab om Grønlands Trematodfavna" fra 1881, "Systematisk-geografisk Oversigt over de nordiske Annulata, Gephyrea, Chætognathi og Balanoglossi" udgivet 1882-83, desuden 4 afhandlinger over Karahavets fauna (1887), nogle bidrag til "Det videnskabelige Udbytte af Kanon-baaden "Hauchs" Togter" udgivet 1891-93, "Meduser, Ctenophorer og Hydroider fra Grønlands Vestkyst" fra 1893 og et større bidrag om mosdyr med 9 tavler i folio til "Zoologia Danica" fra 1894.
Gennem disse og sine øvrige arbejder formåede han at levere dygtige og pålidelige bidrag såvel til kundskaben om de pågældende egnes fauna som til de omhandlede dyrs systematik og bygningsforhold.
I 1896 fik han Videnskabernes Selskabs guldmedalje for et arbejde om bryozoerne i den danske kridtformation.

## Forfatterskab
- Bidrag til Kundskab om Grønlands Turbellariefavna (1879)
- Bidrag til Kundskab om Grønlands Trematodfavna (1881)
- Systematisk-geografisk Oversigt over de nordiske Annulata, Gephyrea, Chætognathi og Balanoglossi ("Videnskabelige Meddelelser fra naturhistorisk Forening", 1882—83)[5],
- Spolia atlantica: om nogle pelagiske Annulata (1885)[6]
- Kara-Havets Ledorme (Annulata) (1886)[7]
- Om en ny Rundorm hos Mennesket, Cheiracanthus siamensis, nov. sp (1889)[8]
- Meduser, Ctenophorer og Hydroider fra Grønlands Vestkyst (1893)
- Mosdyr (i "Zoologia Danica" (1894)
- afhandlinger i Det videnskabelige Udbytte af Kanonbaaden Hauchs Togter (1891—93).
- Morphological and Systematic Studies on the Cheilostomatous Bryozoa (1909)
- Conspectus Faunae Groenlandicae: Bryozoa, Endoprocta, Pterobranchia og Enteropneusta. Pars tertia,5 (1914)[9]